# Sant Cir
|  | Per a altres significats, vegeu «Sant Cir (Ardecha)». |

Sant Cir (Cyrus) fou un metge nadiu d'Alexandria que practicava la medicina gratuïtament. Era cristià i aprofitava la seva feina per fer conversions. Durant l'anomenada persecució de Dioclecià va fugir a Aràbia on es diu que va curar moltes malalties més per miracles que per les seves medecines. Fou mort per les tortures aplicades pel comandant del prefecte sirià, junt amb altres cristians, el 300; les seves restes foren portades a Roma i enterrades allí. La seva memòria es recorda el 31 de gener tant per l'església romana com per la grega.